# Slovenačka centralna vojnopartizanska bolnica Kočevski Rog
Slovenačka centralna vojnopartizanska bolnica Kočevski Rog (skračeno SCVPB) bila je u narodnooslobodilačkoj vojsci naroda Jugoslavije najpoznatiji sistem bolnica na prostoru Slovenije sa dvadeset četiri bolnice, raspoređenih u krugu prečnika 15 km sa ukupnim kapacitetom od oko 300 ležaja. SCVPB je funkcionisala od juna 1942. pa sve do kraja Drugog svetskog rata.  Za njih je znao veoma mali broj ljudi, zapravo samo onoliko koliko je bilo neophodno za lečenaje i negu ranjenika i bolesnika, a bolesnici su u SCVPB primani sa posebnim merama zaštite. Bolnice u sistemu SCVPBi, zbog dobrog izbora lokacije i mara maskiranja nisu se mogle primetiti ni sa veoma male udaljenosti, tako da nisu otkrivene ni do kraja Drugog svetskog rata.
Danas su od 24 bolnica sačuvane i zaštićene samo dve bolnice — Jelendol i Zgornji Hrastnik, kao spomenici kulture od nacionalnog značaja za Republiku Sloveniju, dok su sva ostala bolnice tokom prethodnih decenija od završetka Drugog svetskog rata u tolikoj meri devastirane da se za neke više ne zna gde su postojale.

## Preduslovi
Rat, koji je počeo 6. aprila 1941. završio se porazom Jugoslovenske vojske i okupacijom Slovenije. Nakon raspada Kraljevinu Jugoslaviju 1941. godine područje Kočevskog Roga u Sloveniji, po teritorijalnoj podeli od strane okupatora, pripalo je Italiji. Zato su se kočevski Nemci, koji su tradicionalno više vekova nastanjivali Kočevski Rog, u zimu 1941/42. nasilno preseljeni u dolinu reke Save, odakle je nekoliko meseci ranije deportovano više od 36.000 Slovenaca. Nakon migracije Nemaca na Kočevskom Rog ostalo je više od četrdeset depopulizovanih sela i zaseoka.
Kočevski Rog je naziv za više od pet stotina kvadratnih kilometara razuđenog kraškog područja između Kočevsko-Ribničkog polja, Suve krajine, Novomestanske kotline i Bele Krajine, sa najvećim vrhom Veliki Rog visokim 1099 m. 
Klima na Rogu je hladna i vlažna zbog mešanja alpskih, mediteranskih i kontinentalnih vazdušnih struja. Životni uslovi su surovi, tako da je ljudski uticaj donedavno bio mali. Šume su uglavnom jelova i bukve, a najvažnije vrste drveta su jela, bukva, smreka, javorov, brest, jesen, lipa, divlja trešnja. U očuvanom prirodnom okruženju preživjele su tri najveće evropske zveri (vuk, medved i ris), papkari, ptice, sove i druge divlje životinje. U Rogu su postojale i tri prašume.
Sve to je Rog činilo teško prohodnim a zbog oštre klime prostor, nauslovnim za život pa ova oblast nije bila gušće naseljen sve do 14. veka, kada su ga naselili nemački kolonisti, koji su potom sve do Drugog svetskog rata formirali kulturni krajolik, sa više od 90% šumskog zemljišta, koje je do danas opstalo kao retko ostrvo očuvane prirode u Sloveniji i srednjoj Evropi.
Navedene geografske karakteristike Kočevskog Roga, pogodne za gerilski način borbe i iseljavanjem stanovništva, posebno onog naklonjenog Nemcima, sa ovog prostora, stvorilo je idealane uslove da ovaj prostor postane slobodna partizanska teritorije.
Prva grupa partizana na Kočevskom Rogu se pojavila avgusta 1941. godine, da bi maja 1942. na prostoru Dolenjske, Notranjske i Bele Krajina nastala velika oslobođena teritorija, jer se u proleće 1942. vojno-politička situacija u Sloveniji bitno promenila u korist NOP-a. U italijanskoj okupacionoj zoni (Ljubljanskoj pokrajini) došlo je do snažnog poleta narodnooslobodilačkog pokreta. Stotine novih boraca stupilo je u partizanske jedinice, a brojno stanje postojećih jedinica naglo se povećalo. Posle dosta duge zime nastupile su i vremenski povoljnije prilike za izvođenje oružanog otpora. Glavni štab slovenačkih partizanskih odreda izdao je naređenje o pripremama za prolećnu ofanzivu, a posle toga na osnovu direktiva Vrhovnog štaba izrađen je i nacrt za reorganizaciju slovenačke partizanske vojske, kojim je bilo predviđeno formiranje četiri grupe partizanskih odreda u Sloveniji.
U ovim procesima svoje mesto imao je Kočevski Rog, koji je tako postao jedan od centara pokreta otpora, a na Kraljevom kamenu do karaja avgusta 1942. godine delovalo je i rukovodstvo pokreta otpora (OFS). Nakon velike italijanske ofanzive u leto 1942. (nazivane Roška),  rukovodstvo NOP se povuklo u Polhograjske dolomite, ali je u međuvremenu odlučiolo da se  na Kočevskom Rogu osnuju partizanske bolnice, radionice, škole, štamparije i skladišta. Toj odluci prethodila je konferencija KPS, održana od 5. do 8. jula 1942.  na Cinku u Kočevskom Rogu  na kojoj su razmatrana najvažnija pitanja oslobodilačkog pokreta i date direktive za budući razvoj.  Uvodni referat imao je Boris Kidrič.
Zahvaljujući upornom političkom radu zdravstvene organizacije OF, velika grupa lekara i drugih zdravstvenih radnikaiz Slovenije odlučila se za odlazak na oslobođenu teritoriju. Većina njih stigla je iz Ljubljane železnicom do Stične i zatim peške do Muljave i Štaba 3. grupe odreda u Tisovcu, kraj sela Ambrusa, gde se nalazio i operativni deo Glavnog štaba Slovenije.
U Tisovcu je 4. ili 5. juna 1942. održana konferencija lekara i komandanata, koju je sazvao zamenik komandanta Glavnog štaba dr Aleš Bebler. Prisustvovao je i kasnije komandant 5. grupe odreda dr Marjan Dermastija. Od lekara su bili dr Pavle Lunaček, dr Franc Novak i dr Božena Ravnihar. Tada je izvršen raspored lekara i medicinara u partizanske jedinice i bolnice.
U proleće 1942. u Sloveniji je u partizanskim jedinicama i bolnicama bilo 20 lekara (16 njih je došlo iz Ljubljane), 8 medicinara i 1 dentista.

## Osnivanje SCVPB i organizacija rada
Zabrinutost za sudbinu ranjenike kod rukovodstva NOP Slovenije rezultovala je idejom koja je doneta na već pomenutom sastanku partijskih lekara početkom juna 1942. godine u Tisovcu, odluče da pristupe organizovanom lečenju ranjenika i bolesnika i na području Kočevskog Roga. Neposrednu organizaciju oko osnivanja bolnice na Kočevskom Rogu preuzeo je dr Pavel Lunaček-Igor. 

Da bi se stvorili uslovi za osnivanje bolnice na Kočevskom Rogu zdravstvena organizacija OF je organizovala konspirativno prevoženje velikih količina sanitetskog materijala iz sanitetskog skladišta u Bolnici za ženske bolesti u Ljubljani, koju je vodio dr Pavel Lunaček. Železničari - aktivisti OF, prebacili su iz Ljubljane 29. maja 1942. navedenu pošiljku sanitetskog materijala do železničke stanice Stična,  odatle su, istog dana, aktivisti OF seljaci, prebacili na seljačkim kolima celokupnu količinu sanitetskog materijala na slobodnu teritoriju. Zajedno sa sanitetskim materijalom stigla je lična oprema lekara i drugih zdravstvenih radnika, u kojoj je bilo i medicinske literature. Ništa nije bilo izgubljeno uprkos jakoj kontroli italijanskih karabinjera na svim železničkim stanicama.
Najskupoceniji deo pošiljke bila je oprema za kompletnu poljsku bolnicu, koja je odmah prebačena na Kočevski Rog, gde je ostala u Centralnoj bolnici do oslobođenja zemlje. Najveći deo materijala za poljsku bolnicu je bio sa Hirurške klinike u Ljubljani. Količina materijala u toj opremi bila je dovoljna za 6 meseci, ako bi se svakog dana obavile 2 teže ili 4 lakše operacije. Kramerove udlage bile su savijene u velike navoje (koture), koje je bilo lako nositi a, po potrebi, šeći u udlage određene dužine.

### Centralna bolnica na Daleč hribu (Zelena gorica, sanitetska stanica br. 11)
Prva partizanska bolnica (Zelena gorica, sanitetska stanica br. 11) na Kočevskom Rogu počela je sa radom u junu 1942. godine u Auerspergovoj lugarskoj kolibi na Daleč hribu. Iako je ova bolnica dobila naziv Centralna bolnica, ona nije bila konspirativna bolnica jer je iako namenjena prvenstveno za ranjenika bila manja bolnica za lečenje bolesnog stanovništva. 
Prve ranjenike počela je da primati 15. juna 1942. Upravnik je bio dr Pavel Lunaček, komesar dr Andrej Župančič, lekar asistent dr Božena Ravnihar. Bolnica smeštena u  šumarevoj kući i imala kapacitet 40 ležaja. U prizemlju je bila operaciona sala sa betonskim podom. U pomoćnoj zgradi u blizini bila su 2 kotla za pranje bolesničkog rublja, a vodu su crpili iz dve cisterne. Kasnije su u blizini bolnice, ali dublje u šumi, izgradili drvenu baraku sa 32 ležaja. Bolnica je bila telefonski povezana sa Štabom 5. grupe odreda. Sanitetska oprema sastojala se od kompletne poljske bolnice, koja je prebačena iz Ljubljane na Kočevski Rog. Ostala oprema (kreveti, posteljina) dobijena je iz termalnog lečilišta Dolenjske Toplice. 

Od 1. juna do 15. avgusta 1942. u bolnici se lečio 71 ranjenik i bolesnik. Izvršeno je nekoliko većih operacija (najviše amputacija), neke su završile smrtnim ishodom (verovatno, zbog teškog šoka posle dugotrajnog transporta i pomanjkanja transfuzije krvi).
Bolnica nije bila konspirativna, ali je uvela neke konspirativne mere, npr. prijem ranjenika se obavljao u Podstenicama u ambulanti, koja se nalazila u Auerspergovoj vili. U njoj su obavljani ambulantni pregledi i trijaža. 
 Bolnica je imala dva bolničara, a tri partizanke radile su u kuhinji. Hranu je nabavljao intendant bolnice.56   
Velika italijanska ofanziva u Ljubljanskoj pokrajini počela je 16. jula i završila se 4. novembra 1942. Okupator je imao nameru da uništi partizanske jedinice GŠ Slovenije i da razbije oslobodilački pokret, kada je spaljena bolnica u Doleč hribu.
Centralna bolnica na Daleč hribu (Zelena gorica) napadnuta je prvi put pre ofanzive 23. jula 1942. kada su Italijani spalili ambulantu na Podstenicama, ali bolnicu nisu otkrili. Kada je počela 15. avgusta ofanziva na Rog, bolnica je evakuisana u veliku krašku vrtaču u šumu. Za teške ranjenike izgradili su dve nadstrešnice tako da su bili zaštićeni od kiše. Italijani su spalili sve zgrade bolnice, onda su otkrili i spalili drvenu baraku u šumi, ali nisu
pronašli ni jednog ranjenika. Sanitetski materijal sa instrumentarijem za kompletnu poljsku bolnicu ostao je netaknut i sačuvao se do oslobođenja.
Iako je bolnica na Doleč hribu, ubrzo po osnivanju spaljena od okupatora, ona je predstavljala osnovu za dalje širenj sistema partizanskih bolnica pod nazivom „Slovenska centralna vojno partizanska bolnišnica (SCVPB)”, koja su po osnivanju delovala na području prečnika od 15 km, na širem prostoru Kočevskog Roga. SCVPB se sastojala od skrivenih ili konspirativnih odeljenja koji su radili pod zajedničkom upravom.
Posle ofanzive nastupila je teška situacija, jer je bolnica ostala bez veze sa vojnim i civilnim vlastima. Lekari su s osobljem bolnice skupljali hranu
po njivama (krompir, pasulj, voće) i tako preživeli kritično vreme, Ohrabreni rezultatima dotadašnjeg rada i zaštite ranjenika, merama konspiracije i kamuflaže, odlučili su da istraju i da samoinicijativno izgrade konspirativnu bolnicu. Izgradili su, najpre bunker u kraškoj jami za teške ranjenike (dubina
4 m, površina oko 10 m2), jer su Italijani još uvek kontrolisali puteve na Kočevskom Rogu.{{цитат|Zima je bila na pragu i lekari dr Pavel Lunaček, dr Božena Ravnihar i dr Andrej Župančič sa dentistom Avgustom Zupetom počeli su, uz pomoć osoblja i građevinskog majstora Janeza Menarta, da grade baraku 6 x 6 m na dobro sakrivenom mestu, za koje je znalo samo osoblje bolnice. Izvor pitke vode bio je udaljen oko 20 minuta pešačenja. 
Kada je na mestu Jelenbreg sagrađena baraka, oktobra 1942. godine u nju su preseljeni ranjeniici. Tako je nastala prva konspirativna bolnica na Kočevskom Rogu zvana Jelenbreg. |} Nedaleko je nastala i druga konspirativna bolnica Jelenžleb, građena na isti način od materijala koji se našao u šumi. Upravnik Jelenžleba postao je dr Ivan Pintarič.

## Hronologija osnivanja bolnica pod upravom SCVPB
Tako je bolnica na Doleč hribu predstavljala osnovu za dalje širenj sistema partizanskih bolnica pod nazivom „Slovenska centralna vojno partizanska bolnišnica (SCVPB)”, koja su po osnivanju delovala na području prečnika od 15 km, na širem prostoru Kočevskog Roga. SCVPB se sastojala od skrivenih ili konspirativnih odeljenja koji su radili pod zajedničkom upravom.
Osnivanje i građene sledećih konspirativnih bolnica i njihovih odeljaka — bolnica odvijalo se ovim redosledom: 
- Oktobra 1942. — bolnice Jelenbreg i Jelenžleb;
- Leto 1943. — bolnice Vinica, Spodnje Lašče, Pugled, Jelendol, Stari Log, Zgornje Lašče, Lesen Kamen, Gaj, Zgornji Hrastnik i Spodnji Hrastnik;
- Leto 1944. —  bolnice Ajdovec,
- Mart 1945. — pod upravu SCVPB priključila se i Slovenska vojno partizanska bolnišnica Bobovec (SVPB-B), koja je u svom sastavu imala odeljke: Kremen, Bobovec, Barje i Borovec.[10]

### Kadrovska struktura
Briga o zdravstvenom stanju partizana na Kočevskom Rogu predstavljala je najviši stepen organizovane zdravstvene zaštite u ratnim uslovima i brige za ranjenike među evropskim pokretima otpora Drugog svetskog rata. U skrivenim ratnim zonama u izgrađenim i skrivenim bolnicama i s obzirom na ratne uslove, dobro opremljenim i dobro održavanim pacijenti i ranjenici su bilo pod medicinskim nadzorom brže, i nisu bili izloženi svakodnevnim naporima borbenih jedinica.
Na poziv referenta saniteta Glavnog štaba NOV i POS u leto 1943, u bolnica pod upravom SCVPB došla je iz Ljubljane nova grupa lekara i drugih zdravstvenih radnika. Među njima bilo je i 12 lekara. Potom  i 6 profesionalnih bolničara. Oni su raspoređeni na rad u jedinice i bolnicena Kočevskom Rogu.
U prvoj polovini 1943. godine došlo je do nazadovanja sanitetske službe u brigadama i odredima zbog pomanjkanja lekara, oskudice u sanitetskom materijalu i organizacionih slabosti. Zbog sve većeg broja ranjenika bilo je neophodno organizovati veće bolnice. Tek u drugoj polovini 1943, posle dolaska iz Ljubljane nove grupe lekara na Kočevski Rog, izvršena je popuna praznih mesta referenata saniteta.

### Uprava
Uprava centralne bolnice (SCVPB) bila je od sredine juna do 16. novembra 1943. smeštena u stanici Jelendol, u posebnoj zgradi. Posle toga preselila se u selo Komarna Vas, gde je ostala do oslobođenja. Prvi upravnik bio je dr Pavel Lunaček, od juna 1943. do 3. oktobra 1943, kada je premešten na dužnost referenta za bolnice u Sanitetski odsek Glavnog štaba NOV i PO Slovenije.141  Dužnost upravnika preuzeo je 10. novembra 1943. Rudolf Obračunč Cedrik i obavaljao sve do jula 1944.142
Prvi komesar SCVPB bio je Milan Venišnik Savinc, koji je došao iz Gubčeve brigade. 
Disperzija ranjenika na 10 bolničkih odeljenja unutar SCVPB (koja su bila međusobno udaljena po nekoliko sati hoda), otežavala je kontrolu stručnog rada. Zato je Uprava SCVPB  podelila čitavu teritoriju bolnica u njenoj nadležnosti na Kočevskom Rogu, na dva sektora: zapadni i istočni, i imenovala nadzorne hirurge: 
- Za istočni sektor nadzorni hrirug he bio dr Franca Novaka,
- Za zapadni sektor nadzorni hrirug je bio dr Ivana Pintariča.[15]

U vreme prijemu većeg broja ranjenika upravnik je na obavljao trijažu. Teži ranjenici upućivani su u odeljenja koja su imale hirurga (Jelendol, Zgornje Lašče, Leseni kamen), a lakši ranjenici u ostala odeljenja.
Za vreme nemačke oktobarske ofanzive upravnici pojedinih bolničkih stanica SCVPB su bili: u Jelenbregu dr Emilija Krajger-Krebs; u Jelendolu - dr Ruža Germ-Šegedin; u Spodnjem Lašču student medicine Juga Bregant; u bolnici Zgornje Lašče bio je i dr Karei Milavec; u bolnici Stari log bila je dr Frida Vudler-Breda; u Pugledu dr Božena Ravnihar; a u Vinci dr Miroslav Grebec-Borut. 
Sanitetska stanica Spodnji Hrastnik osnovana je posle kapitulacije Italije a vodila ju je dr Božena Grosman. U bolnici Zgornji Hrastnik bila je studentica medicine Marta Šavelj; u bolnici Leseni kamen dr Lojze Štrancar (Alojz), a u Škrilju se nalazilo rekonvalescentno nekonspirativno odeljenje.

## Infrastruktura bolnica
Prva barake za ranjenike bile su niske, sa spojenim ležajevima za bolesnike, sazidane od grubih zaobljenih trupaca i materijala iz okolnog napuštenog sela Kočevja. Kasnije grašene barake su bile svetla, sa velikim prozorima, pećima za grejanje i svom ostalom neophodnom opremom. Kasnije su u bolnicama nadograđivane barake za osoblje, operacione sale, kuhinje sa skladištem hrane, groblja, perionice i skriveni bunkeri za vanredne situacije.
U gradnji baraka došlo se do određenih iskustava. Barake su gradili iz materijala koji su našli u šumi (balvani, tesani balvani i daske). Za krovove su upotrebljavali škodlje (šindru) od jelovih balvana. Na taj način potreba za daskama, kojih je bilo malo, bila je smanjena. Eksere su skupljali u spaljenim selima. Pokazalo se da je za smeštaj ranjenika najprikladnija baraka dimenzija 10 x 7 m. Ležaji su bili sa obe strane barake podignuti od poda,
ispod kojih je bilo mesto za cipele. Širina hodnika između ležaja bila je 3 m. Iznad glava pacijenta bila je polica za predmete lične opreme. U sredini
barake bio je veliki sto, koji je služio tamo gde nije bilo operacione prostorije i kao operacioni sto. Uz baraku za pacijente građeni su i ovi objekti: kuhinja, (otvoreno ognjište za nadstrešnicom), skladišta za hranu i opremu, skladište za sanitetski materijal, nužnik i barake za osoblje i za depedikulaciju. 
Maskiranje i zaštita bolnica
Maskiranje je sprovođeno po određenim pravilima, koja su vremenom obogaćivana sve novim i novim iskustvima. Put kroz šumu do barake (od mesta odvajanja od većeg puta) bio je brižljivo prikrivan, sve tragove su posle ulaska i izlaska posuli jelovim iglicama, suvim lišćem ili grančicama. Hodalo se i po balvanima, kamenju ili po pokretnim drvenim mostovima, koje su posle upotrebe sakrili. Zimi su tragove posuli snegom kroz sito. Bilo je zabranjeno šeći drveće u blizini i tako prorediti vegetaciju. Svaka baraka bila je pokrivena jelovim granama. Naročito se pazilo na dim iz kuhinje: kanal iz ognjišta bio je sproveden
u zemlji tako da se dim resorbirao i razredio. U kuhinji su upotrebljavali za loženje samo suva drva, a kasnije drveni ugalj. Za vreme ofanzive nije se kuvalo po danu, jer bi neprijatelj mogao otkriti barake iz vazduha i bombardovati ih.
Jedna od teškoća konspiracije i kamuflaže bilo je snabdevanje vodom. Bolničke stanice nisu se gradile blizu izvora, koji su bili označeni na geografskim kartama. Upotrebljavali su male izvore i kišnicu, koju su hvatali sa krova barake u burad. Zbog pomanjkanja vode rublje su nosili na pranje u selo, gde je bio sanitetski ekonomat s perionicom.
Bolnica sa porodilištem
U bolnicama SCVPB od leta 1943. do 1945. godine rodilo se 54 beba, 25 dečaka i 29 devojčica, od kojih je umrlo samo troje ili 5,6%. 
Partizanska bolnica na prostoru Spodnji Hrastnik koja je radila od leta 1943 do 1945. godine bila je odeljak u sistemu Slovenske centralne vojno partizanske bolnice, koja je, pored lečenja ranjenika i bolesnika, imala i poseban deo namenjen porodiljama. U njoj je od maja 1944 do marta 1945 rođeno 45 dece, Prvo novorođenče, koje je rođeno 8. maja 1944. godine, bio je dečak po imenu Iztok - Zvonko. Poslednje novorođenče rođeno u bolnici u Spodnjem Hrastniku bio je Boris, i rođeno je 17. marta 1945. godine.
Bolnica je u svom sastavu imala babicu i medicinsku sestru Gitu Harish, koji je bila obučena za ishranu beba i u tome pomogala mladim majkama. Posle sedam do deset nedelja sa svojim majkama, novorođenčad bi se preselila iz porodilišta u dnevnu sobu. Briga o deci bila je ista kao u mirnodopskoj, a ne uzaraćenoj državi. Uprkos nedostatku vode, deca su svakodnevno kupana a redovno su prane i pelene. Za tu namenu kriđćena je kišnica koja je sa krovova baraka skupljana u u drvenim kadama. U prodilišti ue dr Grosmanova nekoliko puta nedeljno za mlade majke držala predavanje " o brizi i pravilnom ishrani zdravog i bolesnog deteta, najčešćim dečijim zaraznim bolesti i o vaspitanju male dece. Partizanke majke u porodilištu izrađivale su razne proizvode, posteljinu salvete i od vune plele šalovi, džempere, rukavice, a od savezničkih padobrana, šile su odeću za decu majice, dukserice, kratke pantalone, rukavice i čarape.
Nakon rođena nekoliko deca u porodilištu, majke su zatražile saglasnot da priprema ceremoniju krštenja, za petoro dece. Krštenje je obavio duhovnik dr Metod Mikužka. Krštenje je bilo svečani događaj u kome su učestvovali, pored krštene dece i majki i svi, ranjenici, bolesnici, osoblje i majke u bolnici, kao i gosti goste kum i krstitelj dr Metod Mikužka.
Uprave SCVPB,  je 8. februara 1945 uputila dopisrukovodstvu bolnice u Spodnjem Hrastniku, kojim je nalažena evakuacija u Italiju svih trudnisca i novorđenih beba, izutev onih koje su bile neposredno pred porođajm i majki sa decom koja nisu bila starija od četrnaest dana nakon poroda.
Partizanska bolnica sa porodilištem u Spodnjem Hrastniku radila je sve do kraja Drugog svjetskog rata i nikada nije bila otkrivena od strane neprijatelja. 
Objekti bolnice i porodilišta nisu sačuvani, a danas postoje samo skromni tragovi i ostaci bolnice u toj oblasti na Kočevskom Rogu.

## Razmeštaj
Na širem području Kočevskog roga izgrađeno je 24 bolnicа, koje naravno nisu radile sve u isto vreme, a neke su radile samo za kratko vreme.  One si imale zajedničku upravu, koja je bila prvo u Jelendolu, a od novembra 1943. godine u selu Komarna. 
U stemu partizanskih bolnica koje su bile uvezane u sistem Slovenačkih centralnih vojno partizanskih bolnica (Slovensko centralno vojno partizansko bolnico (SCVPB) od 1942. pa do 1945. odnosno završetka rata, radile su ove bolnice:
| - Daleč hrib, - Smuka, - Jelenbreg, - Jelenžleb, - Vinica, - Pugled, - Spodnje Lašče, | - Hrastnik, - Jelendol, - Stari log, - Zgornje Lašče, - Lesen Kamen, - Spodnji Hrastnik, - Zgornji Hrastnik, | - Škrilj, Planina, - Ajdovec, Kremen, - Stari Breg, - Draga, Gaj, - Bobovec, - Barje, - Borovec. |

## Napomene
1. ↑  Lekari koji su bili u partizanskim jedinicama u Sloveniji 1942: dr Arnold Bidovec Jagoda, dr Zdenko Budič, dr Milan Cunder, dr Stanko Černelč, dr Aleksander Gala Petar, dr Marjan Južnič Niko, dr Pavel Lunaček, dr Lojz Mihalčič, dr Karei Milavec Tine, dr Marjan Morelj, dr Dušan Mravljak Mrož, dr Franc Novak Luka, dr Rudolf Obračunč Cedrik, dr Ivan Pintarič, dr Stanko Pire Lojze, dr Edvard Pohar, dr Mirko Pokorn, dr Božena Ravnihar, dr Andrej Zupančič i August Zupet (dentista).

Medicinari koji su u 1942. bili u partizanskim jedinicama Slovenije: Juga Bergant Polak, Janez Kmet Mirko, Janez Kolšek, Adolf Medvešček Šumski, Martin Malenšek Tine, Marta Savelj, Emil Straus i Franc Lesko.

## Literatura
- Bogdan Brecelj, Kako so nastajale partizanske bolnišnice, v: Poslanstvo slovenskega zdravnika, Ljubljana, 1965.
- Dr Pavel Lunaček: ob stoletnici rojstva, uredil Jože Zupan, Ljubljana, Šentrupert, 2000.
- Janez Milčinski, Mi pa nismo se uklonili, v: Poslanstvo slovenskega zdravnika, Ljubljana, 1965
- Janko Jarc, Partizanski rog Obzorja, Maribor, 1977.
- Jože Saje, Kočevski rog med drugo svetovno vojno in danes. Novo mesto, 2013.
- Mitja Ferenc, Baza 20 in bolnišnici Jelendol ter Zgornji Hrastnik, Obzorja, Maribor, 1992.
- Zora Konjajev, Zvestoba Hipokratu. Spomini in pričevanja partizanskega zdravnika dr. Luke, Ljubljana, 1999.

## Spoljašnje veze
- Nemci se sploh niso zavedali, da so bili čisto blizu (језик: словеначки)
- Partizanska bolnica v Kočevskem rogu (језик: словеначки)